# 金昌準
金昌準（英語：Chang Joon "Jay" Kim、韩语：／，1939年3月27日—），首位當選美國國會議員的韓裔美國人、前共和黨籍眾議員，出生於朝鮮日治時期京城府（現首爾特別市），家族在韓戰中成為難民而移居美國。金昌準加入政壇後曾擔任加利福尼亞州鑽石吧市議員及市長，後當選進入國會，成為美國本土第一位東洋裔共和黨籍眾議員。

## 腳注
1. ↑  . .   [2019-09-27]. （原始内容存档于2019-09-27）.
2. ↑  .  . . 1992-11-05: 17.